# Andreas Darmarios
Andreas Darmarios (grekiska: Ανδρέας Δαρμάριος) var en grekisk skrivare, verksam under senare hälften av 1500-talet.
Darmarios var på sin tid en av de flitigaste, i västerlandet arbetande kopisterna av grekiska handskrifter. Särskilt i Spanien hade han stor marknad för sina kopior, och en av hans bästa kunder var kung Filip II; till följd därav hamnade också många av hans produkter i Escorialbiblioteket. Darmarios arbetade med ytterlig snabbhet, men fabricerade sina avskrifter slarvigt och samvetslöst. För rena förfalskningar ryggade han inte tillbaka, och han ändrade ogenerat boktitlar och författarnamn för att göra sina avskrifter mera begärliga hos köparen. Åtskilliga av hans bedrägerier upptäcktes snart nog – de inbragte honom till och med fängelsestraff –, men en del förde länge forskningen vilse och avslöjades först i sen tid. Flera av Darmarios kopior är emellertid trots sin opålitlighet av stor vikt, sedan de äldre handskrifter, som han kopierat, inte mer finns. Genom Sparfvenfeldts spanska inköp hamnade några av Darmarios produkter även i svenska bibliotek.